# 奧勞斯·彼得里

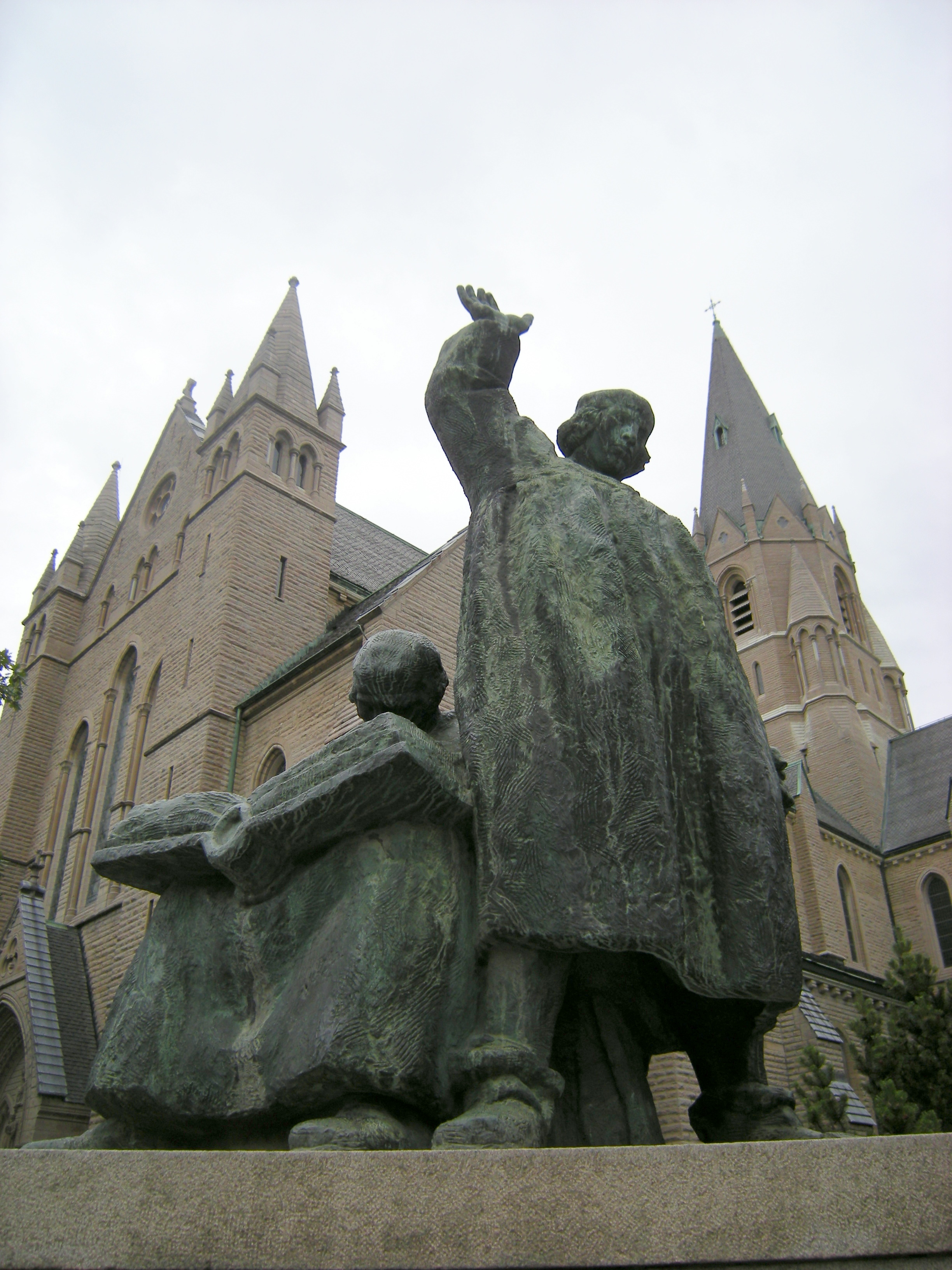
奧勞斯·彼得里的雕像

奧勞斯·彼得里（Olaus Petri  1497年1月6日—1552年4月19日）瑞典基督教神职人员、作家、法官，与弟弟劳伦提斯·彼得里·哥德是瑞典宗教改革关键人物，首位路德宗乌普萨拉大主教（或瑞典大主教）。